# Brescialat
Brescialat, later Liquigas, was een Italiaanse wielerploeg in de jaren 90 en begin jaren 2000. De ploeg werd in 1994 opgericht met Renzo Pesenti aan het hoofd. In 1995 volgde de eerste splitsing. Ploegleider Primo Franchini begon met cosponsor Ceramiche Refin een eigen ploeg en nam een aantal renners van Brescialat mee.
Het jaar erna begon oud-renner en ploegleider Bruno Leali voor zichzelf met de San Marco Group-ploeg. Zijn poging mislukte echter en de acht meegekomen renners moesten in mei 1996 alweer op zoek naar een nieuwe ploeg. Twee van hen vonden de weg terug naar Brescialat. De Belg Eric Vanderaerden reed twee seizoenen voor de ploeg (1994–1995). In 1995 werd Vanderaerden als Brescialat-renner zesde in Parijs-Roubaix, gewonnen door de Italiaan Franco Ballerini. 
Na 1998 stopte Brescialat met sponsoring, waarna het Italiaanse gasbedrijf Liquigas de ploeg tot 2001 onder haar bedrijfsnaam voortzette als Liquigas-Pata. Te onthouden uit die periode is de eindzege van Davide Rebellin in Tirreno-Adriatico 2001. In 2001 stond Denis Zanette voor de Liquigas-ploeg op het podium van de Ronde van Vlaanderen. Zanette werd derde achter de Italiaan Gianluca Bortolami en de Nederlander Erik Dekker. 
In 2003 begon technisch directeur Fabio Bordonali met een nieuwe ploeg, Tenax geheten.

## Belangrijkste prestaties
Hoewel de Brescialat-ploeg en opvolger Liquigas (dat in 2005 terugkeerde in het profpeloton als hoofdsponsor van een nieuwe wielerploeg) zich volledig op het wegwielrennen concentreerde, werden de grootste overwinningen door de baanwielrenner Marco Villa behaald. Hij won zeven zesdaagsen in de twee jaar dat hij bij Brescialat onder contract stond en werd Italiaans en wereldkampioen koppelkoers.
Andere resultaten waren de winst van Fabio Roscioli van de Driedaagse van De Panne en van Marco Serpellini van de Ronde van Portugal. Verder behaalden verschillende renners etappeoverwinningen in de Rondes van Asturië, Polen, Portugal, Rijnland-Palts, Trentino en Zwitserland en in de Driedaagse van De Panne, Euskal Bizikleta, Regio Tour, Olympia's Tour, Tirreno-Adriatico en Vierdaagse van Duinkerke.

## Bekende renners
- Wladimir Belli (1997)
- Fabrizio Bontempi (1994-1997)
- Marzio Bruseghin (1997-1998)
- Serhij Hontsjar (2000-2001)
- Zenon Jaskuła (1996)
- Bruno Leali (1994)
- Oscar Mason (1998-1999)
- Rodolfo Massi (1999)
- Marco Milesi (1994-1999)
- Cristian Moreni (1998-2000)
- Mariano Piccoli (1995-1998)
- Davide Rebellin (2000-2001)
- Fabio Roscioli (1994)
- Marco Serpellini (1997-1998)
- Eric Vanderaerden (1994-1995)
- Marco Velo (1996-1997)
- Marco Villa (1996-1997)
- Denis Zanette (2000-2001)